# براونی، شهرستان مولنبرگ، کنتاکی
براونی (به انگلیسی: Brownie) یک منطقهٔ مسکونی در ایالات متحده آمریکا است که در شهرستان مولنبرگ، کنتاکی واقع شده‌است. براونی ۳۷۰٫۰۳ متر بالاتر از سطح دریا واقع شده‌است.